# Diecezja Dromore
Diecezja Dromore – diecezja irlandzkiego Kościoła katolickiego mieszcząca się na terenie Irlandii Północnej. Istnieje od 514.

## Biskupi diecezjalni
- Patrick O’Donnelly, 1697–1716
- Antonius O’Garvey, 1747–1767
- Dionysius Maguire OFM, 1767–1770,
- Patrick Brady OFM, 1770–1780
- Matthew Lennan, 1780–1801
- Edmond Derry, 1801–1811
- George Hall 1811
- John Powell Leslie 1812–1820
- Michael Blake, 1833–1860
- John Pius Leahy OP, 1860–1890
- Thomas McGivern, 1890–1901
- Henry O’Neill, 1901–1916
- Edward Mulhern, 1916–1943
- Eugene O’Doherty, 1944–1975
- Francis Brooks, 1975–1999
- John McAreavey, 1999–2018